# Sexy Dream
Sexy Dream è un cortometraggio del 2014 scritto e diretto da Christophe Le Masne.

## Distribuzione

### Data di uscita
- Francia: 1º febbraio 2014 (Festival international du court métrage de Clermont-Ferrand)
- Francia: 13 giugno 2014 (Pantin Côté court)